# Edmond Meunier
Edmond Meunier est un chansonnier et compositeur français né à Paris le 31 octobre 1916 et mort à Bagnolet le 12 juillet 2005.
Il fut l'un des "piliers" du Caveau de la République et eut quelques beaux succès dans les années 1950.